# Felsentor Eberstein
Das im Görtschitztal über dem südlichen Ortseingang von Eberstein (Kärnten) am Osthang des Gutschenkogels liegende Felsentor gilt als eines der schönsten und größten Naturtore in Österreich. An der schmalsten Stelle beträgt die Breite des Bogens nur einen Meter. Die elegante Felsformation überspannt den Hangwald bei einer Höhe von 11,3 Meter über eine Länge von 16,3 Meter.

## Entstehung / Geologie
Das Felsentor besteht aus widerstandsfähigem Hauptdolomit. Drei Laugkuppeln am Südwestpfeiler weisen darauf hin, dass das Felsentor durch Verkarstungsprozesse entstand und später durch Frostsprengung modelliert wurde. Eventuell kam es auch zu einer hangabwärts gerichteten Rutschung auf den Raibler Schichten. Das Alter des Felsentores wird auf zwei bis drei Millionen Jahre geschätzt.

## Umgebung / Höhlenforschung
Neben dem Felsentor (Höhlenkataster-Nr. 2735/1) befinden sich weitere speläologisch interessante Objekte bei Eberstein.

## Schutzstatus
Das Felsentor Eberstein ist als Naturdenkmal geschützt (Identifikationsnummer SV 12 in der Liste der Naturdenkmäler im Bezirk Sankt Veit an der Glan).

## Tourismus / Zugang
Der Zugang erfolgt vom Ortsmittelpunkt von Eberstein bis zu Gutschen 40. Von dort auf einer Pfadspur an den beiden gemauerten Pfeilern des ehemaligen Ebersteiner Galgens vorbei, rechts am Rand eines Fichtenwäldchens eine Viehweide hoch bis zur Beschilderung.

## Galerie

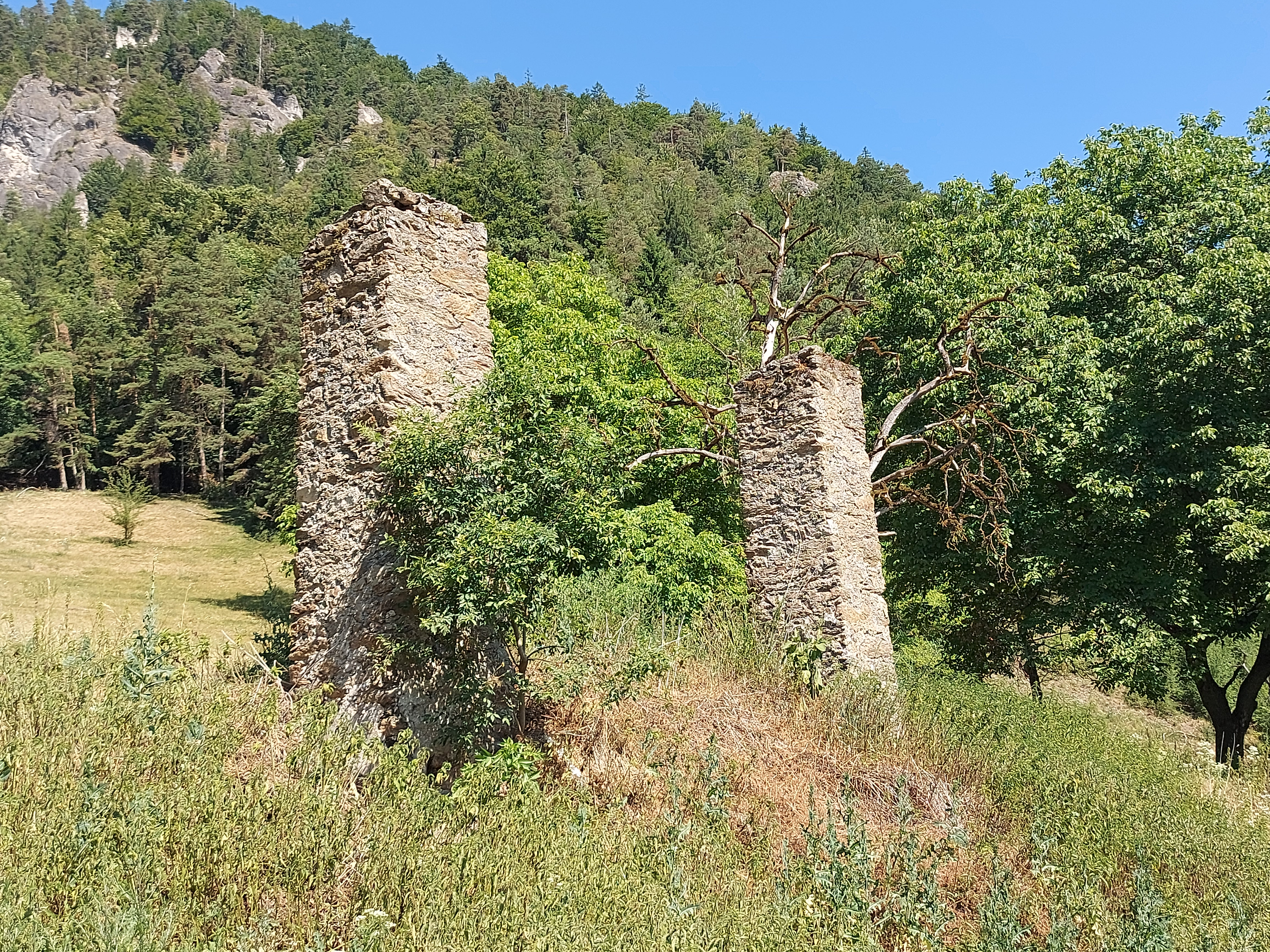
Am ehemaligen Galgen aufwärts zum Felsentor
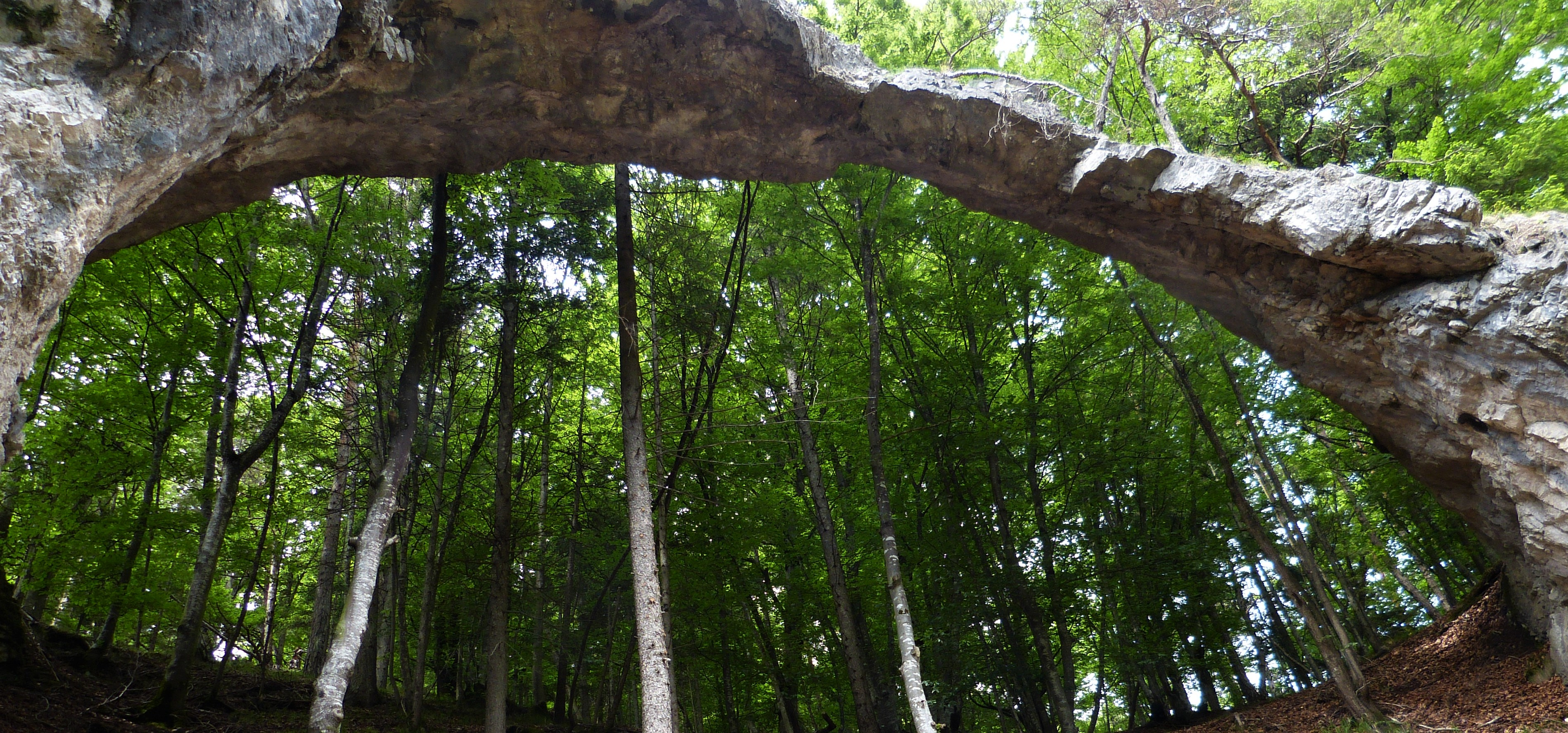
Vor dem Felsentor
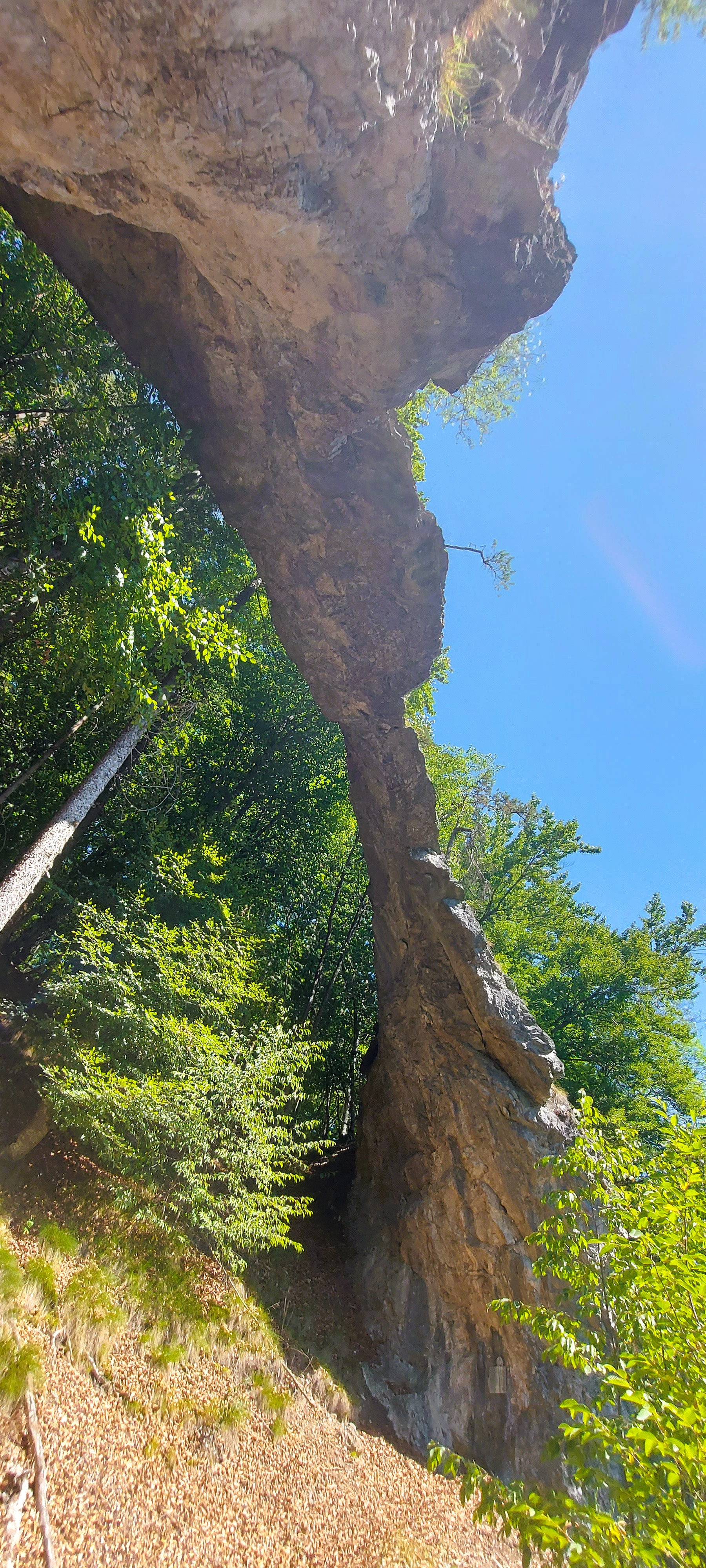
Unterm Felsentor, Blick von Südwesten
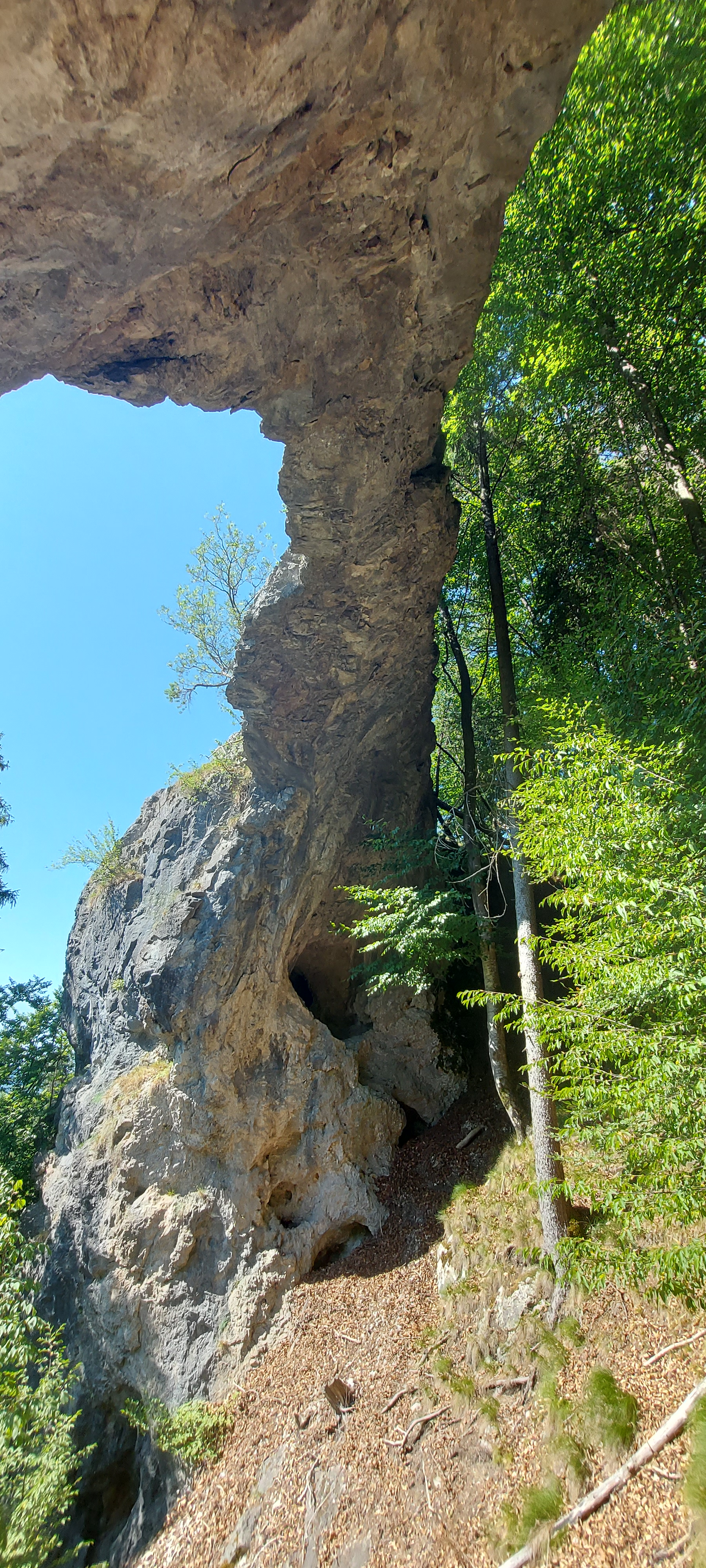
Unterm Felsentor, Blick von Nordosten
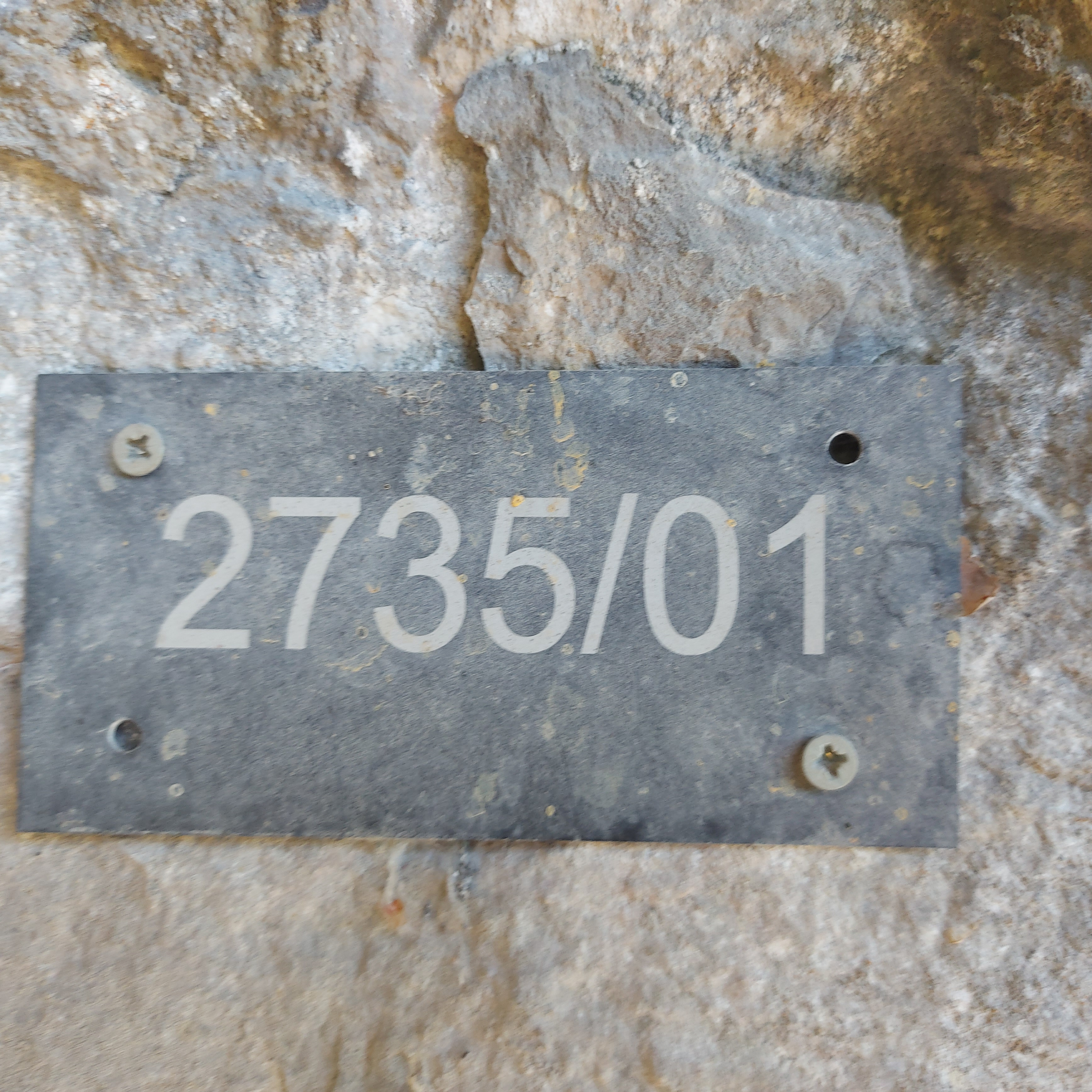
Höhlenkataster-Nummer des Felsentores
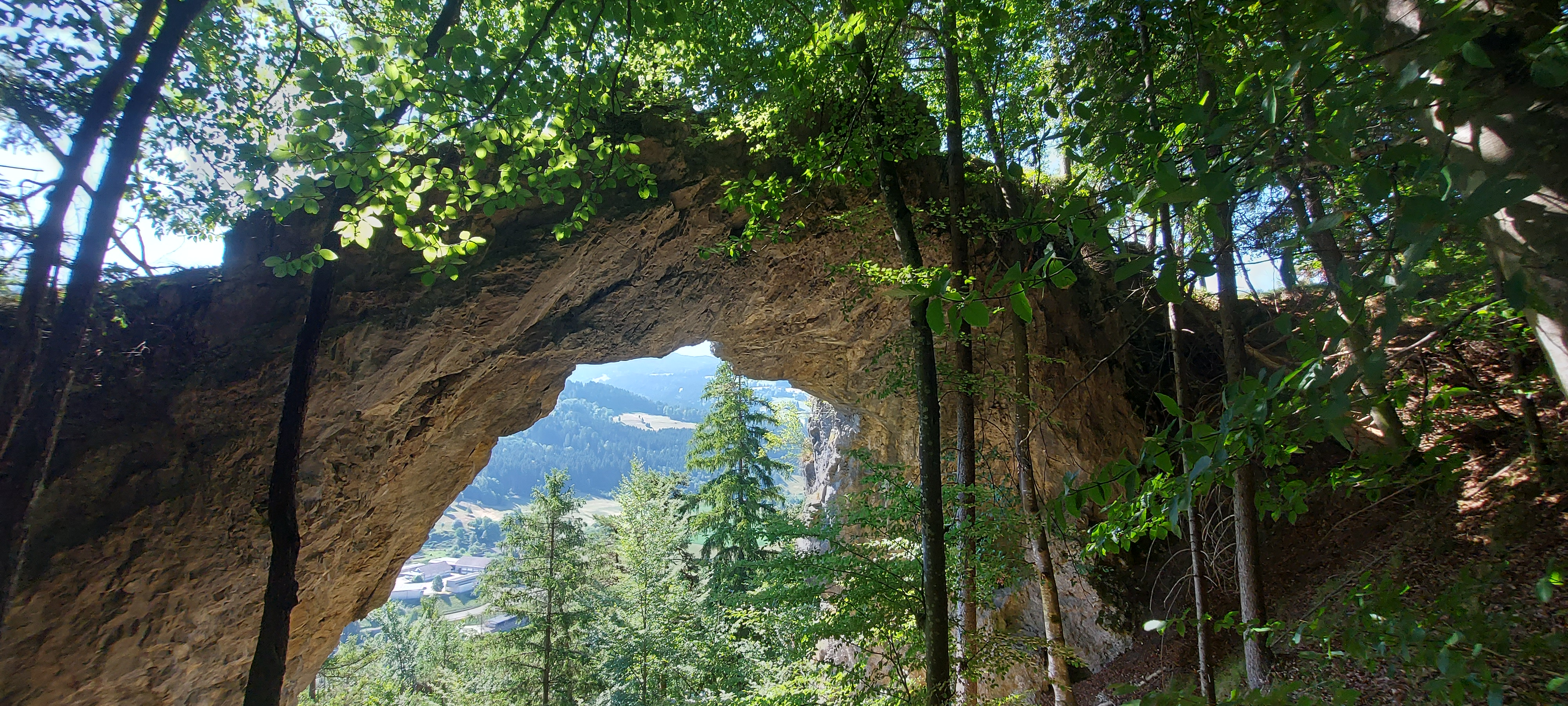
Felsentor von Nordwesten, Blick ins Görtschitztal
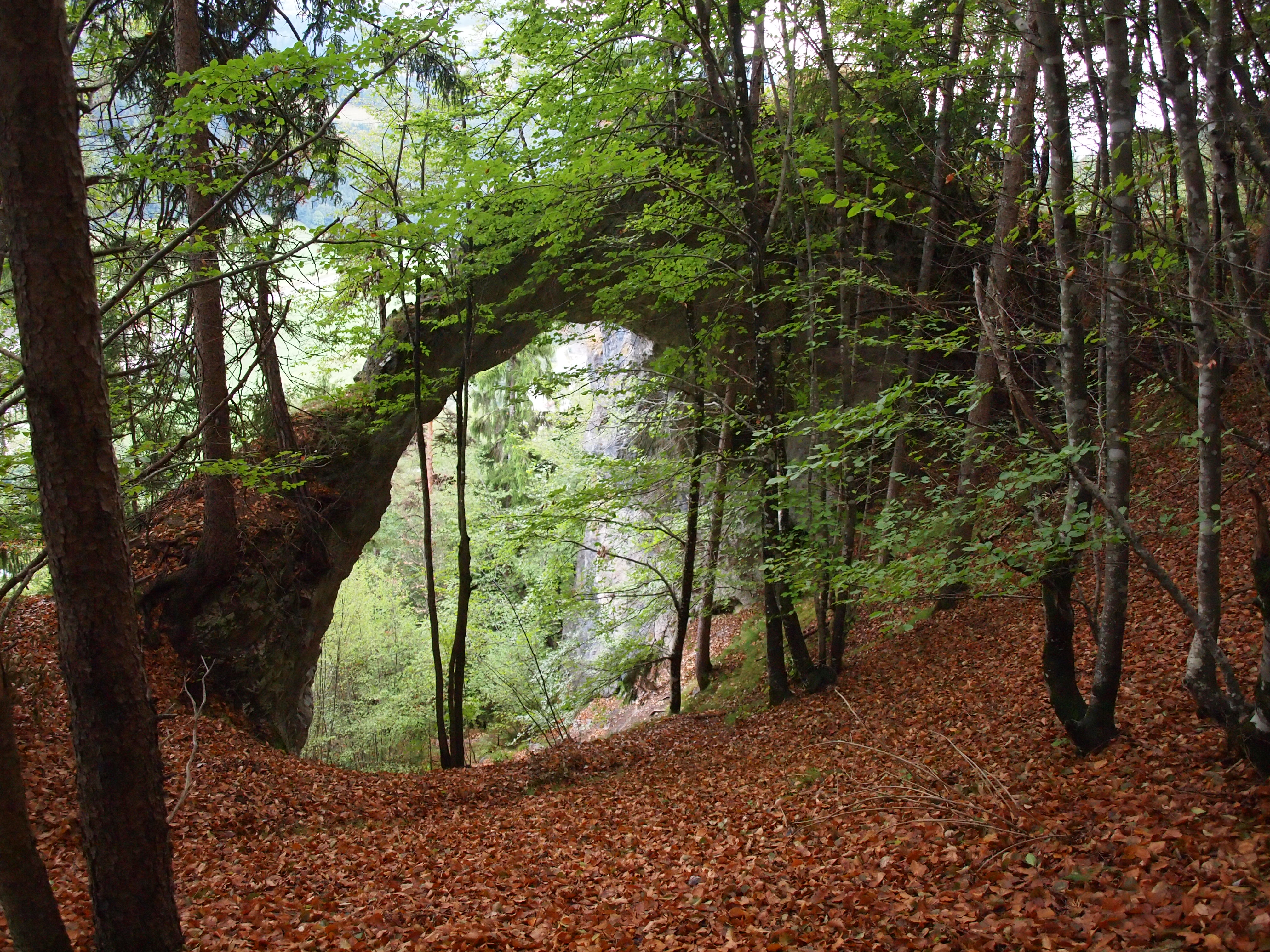
Über dem Felsentor
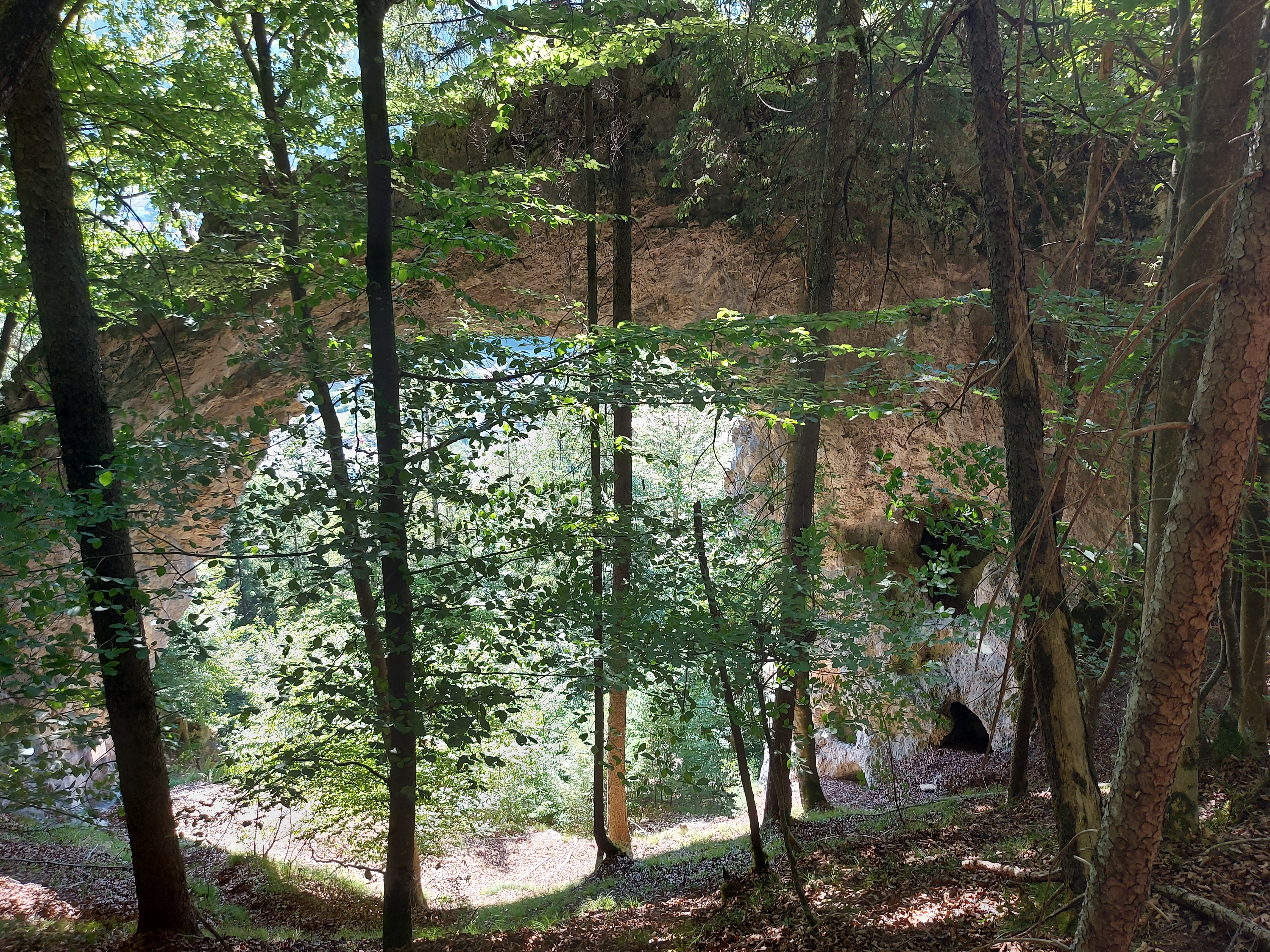
Felsentor von Westen
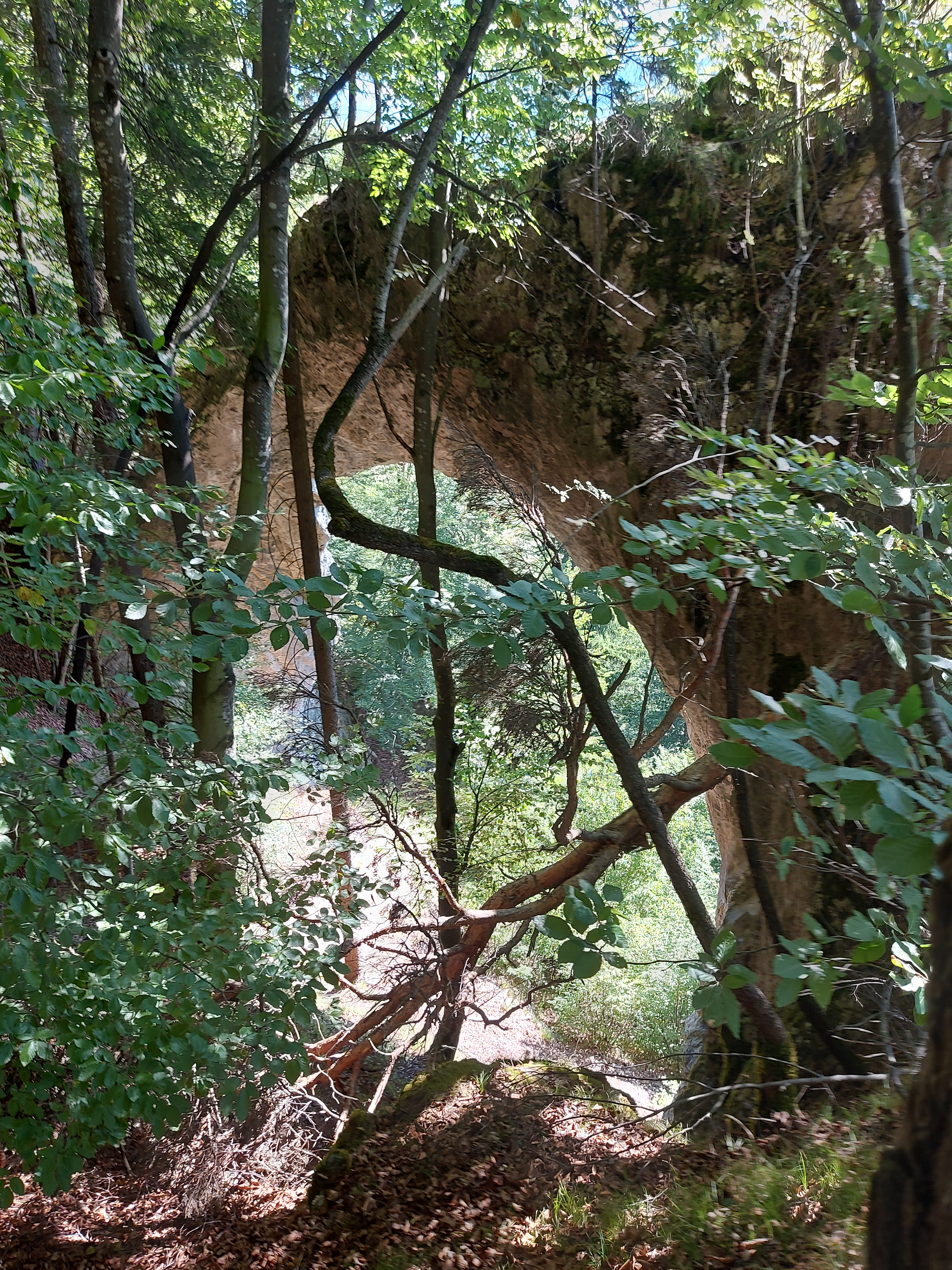
Felsentor von Westen, Steilhang
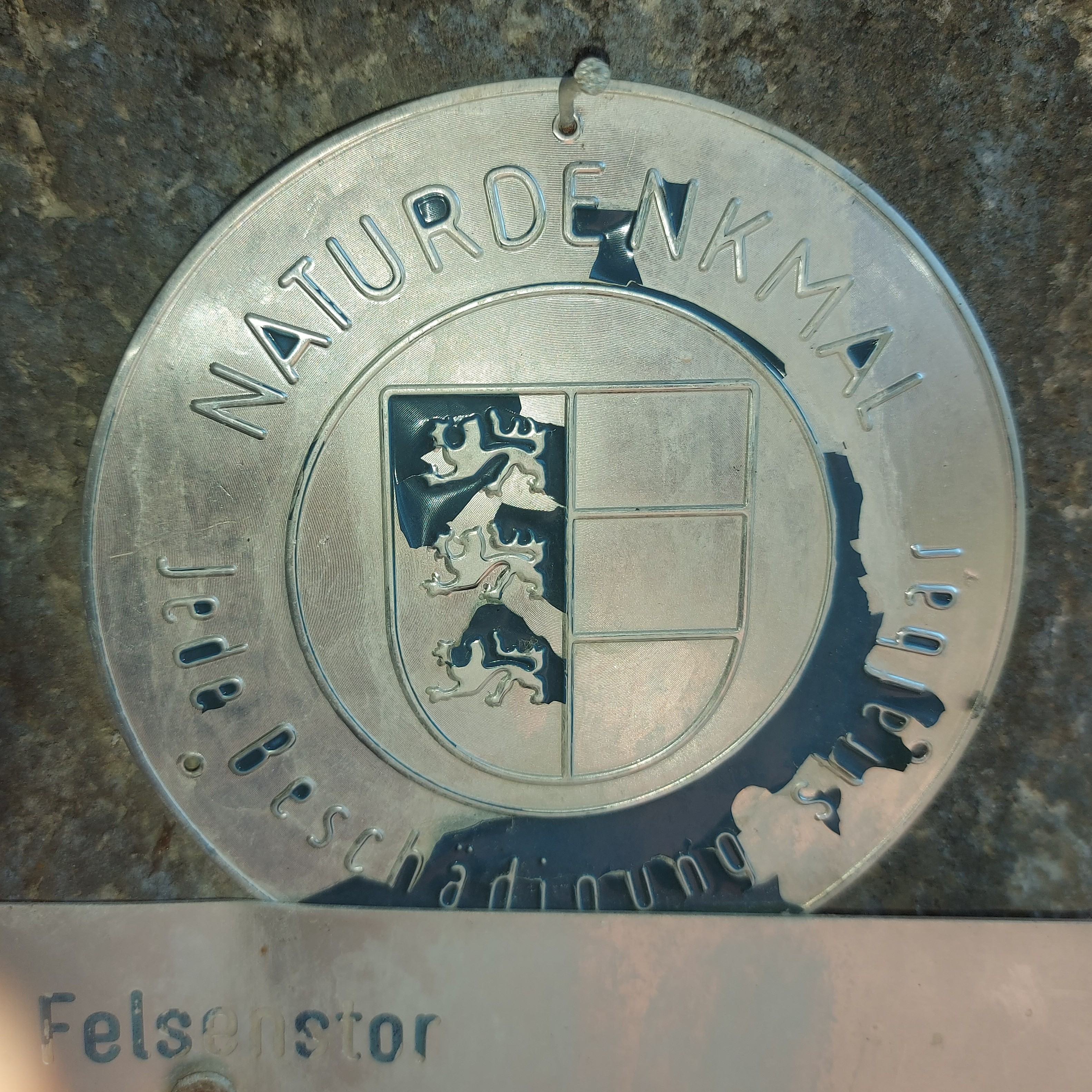
Naturdenkmal-Plakette
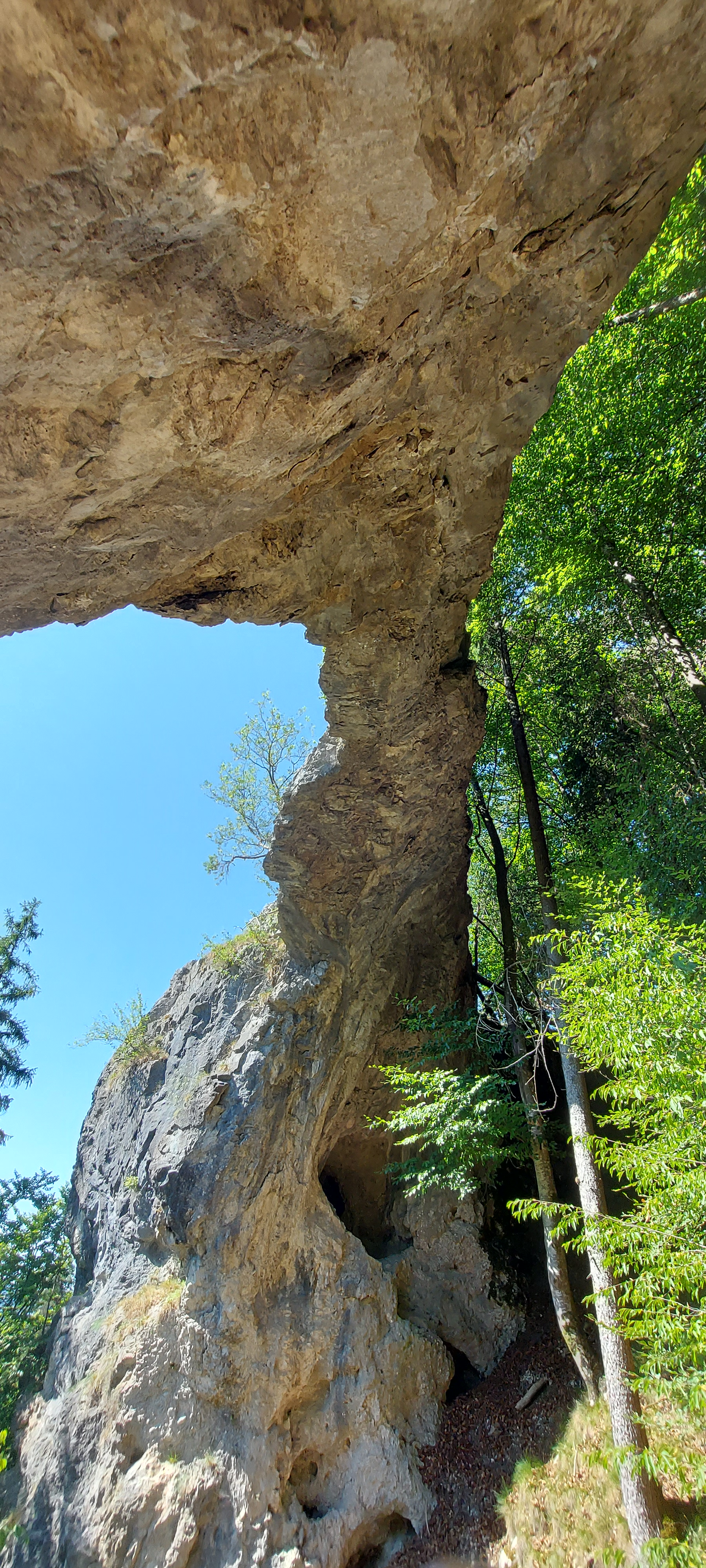
Unterm Nordostpfeiler des Felsentors, Blick auf den Südwestpfeiler